# 순천만 용산전망대

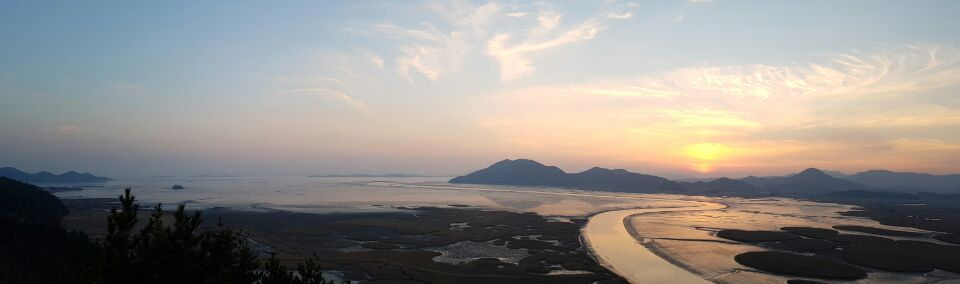
용산전망대

순천만 용산전망대(順天灣龍山展望臺)는 순천만 습지의 경치를 한눈에 바라 볼 수있는 전망대이다. 용산 계곡에 위치해 있다.

## 갈대숲 탐방로

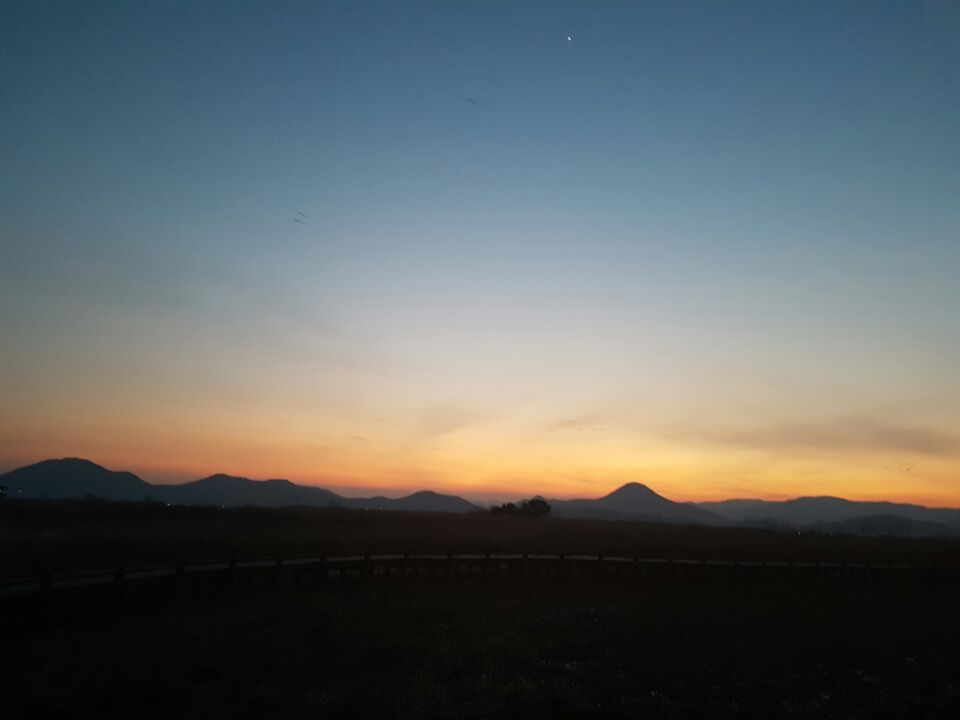
갈대숲 탐방로 노을

2008년 순천만 일대가 국가지정문화재로 지정되면서 '갈대숲 탐방로'를 나무데크로 만들었다. 망둥어나 게와 같은 갯벌 생물, 갈대, 철새를 직접 관찰할 수 있는 자연생태학습장으로 갈대 밭을 따라서 갈대숲 탐방로는 1.2km이고 용산 전망대까지는 약 3.0km이다. 순천만 갈대군락은 약 5.4km2로, 한국 최대 규모이며 갈대의 뭉글뭉글한 씨앗뭉치가 햇살의 기운에 따라 은빛, 잿빛, 금빛 등으로 채색되는 모습은 가히 장관이라고 할 수 있다. 